# شبکه امید
شبکه امید یکی از شبکه‌های تلویزیون دولتی کشور ایران است که در مجموعه صدا و سیمای جمهوری اسلامی ایران مدیریت می‌شود. این شبکه همزمان با زادروز باسعادت مولانا حسن العسکری ع و هفته ملی نوجوان در روز ۱۲ آبان ۱۴۰۱ پخش آزمایشى HD خود را با کدک HEVC از طریق گیرنده‌های زمینی و ماهواره‌ای آغاز کرد. 

## تاریخچه
در تاریخ ۲۰ اردیبهشت ۱۳۹۴، با انتصاب محمد سرشار به مدیریت شبکه کودک و نوجوان سیمای جمهوری اسلامی ایران، مجموعه فعالیت‌ها برای راه‌اندازی این شبکه آغاز شد. در فروردین ۱۳۹۵، علی‌اصغر پورمحمدی از راه‌اندازی کانال امید در آیندهٔ نزدیک خبر داد. براساس اظهارات مدیران شبکه کودک و نوجوان، کمبود بودجه، مانع راه‌اندازی این کانال شده بود.
در تاریخ ۲ بهمن ۹۵ شبکه امید به‌عنوان یک شبکهٔ مستقل معرفی شد و سید مرتضی میرباقری، معاون سیما در حکمی مهدی سالم را به سمت مدیر شبکه امید منصوب کرد. میرباقری با قدردانی از تلاش‌های محمد سرشار در راه‌اندازی کانال نوجوان (امید) از مدیریت جدید شبکه خواست تا با استفاده از تجربیات اهالی فرهنگ و هنر در انتقال هنرمندانه آموزه‌های لازم مبتنی بر انسان‌شناسی الهی و اهداف انقلاب اسلامی همت گمارد.
پس از کش و قوس‌های فراوان، پخش آزمایشی کانال امید در فرکانسی مجزا همزمان با عید غدیر خم در ۳۰ شهریور ۱۳۹۵ آغاز شد. در نهایت این شبکه روز جمعه ۱۳ مرداد ۱۳۹۶ همزمان با ولادت امام هشتم شیعیان، علی بن موسی الرضا، با حضور رئیس رسانهٔ ملی، رسماً افتتاح شد.
در تاریخ  ۲۰ اردیبهشت ۱۴۰۱ ، محسن برمهانی معاون سیما محمد صادق باطنی را به سمت مدیر شبکه امید، منصوب کرد

## سیاست‌های برنامه‌ای
برنامه‌های شبکه امید فقط ویژه نوجوانان و برای گروه سنی ۱۲ تا ۱۸ سال است. براساس سیاست‌های اعلام شده از سوی این شبکه، ۴۰ درصد برنامه‌های شبکه امید، انیمیشن و ۶۰ درصد آن، لایواکشن (Live Action) است. همچنین ۵۰ درصد برنامه‌ها، ساخت ایران و نیم دیگر، ساخت کشورهای دیگر می‌باشد. پخش برنامه‌های شبکه امید از ساعت ۶:۰۰ صبح آغاز و ساعت ۲۴:۰۰ به‌پایان می‌رسد. برنامه‌های این شبکه، به‌طور میانگین ۲۲ دقیقه‌ای هستند.

## پخش آزمایشی اچ‌دی
در تاریخ ۱۲ آبان ماه، شبکه امید به مناسبت ولادت مولانا حسن العسکری ع و بزرگداشت هفته ملی نوجوان، پخش آزمایشی اچ‌دی خود را آغاز کرد. این مراسم با حضور پیمان جبلی، رئیس سازمان صداوسیما، محسن برمهانی، معاون سیما، و دیگر مدیران رسانه ملی برگزار شد.
پیمان جبلی در این مراسم بر اهمیت ارتقای کیفیت محتوا و پخش در شبکه‌های امید و پویا تأکید کرد و گفت که کودکان و نوجوانان از وفادارترین مخاطبان رسانه ملی به شمار می‌روند. وی همچنین به مسئولیت سنگین رسانه در پرداختن به دغدغه‌های این قشر اشاره کرد.
محسن برمهانی، معاون سیما، به تمهیدات فنی لازم برای پخش اچ‌دی اشاره کرد و بیان داشت که این اقدام پس از ماه‌ها تلاش همکاران در معاونت توسعه و فناوری رسانه و شبکه امید محقق شده است.

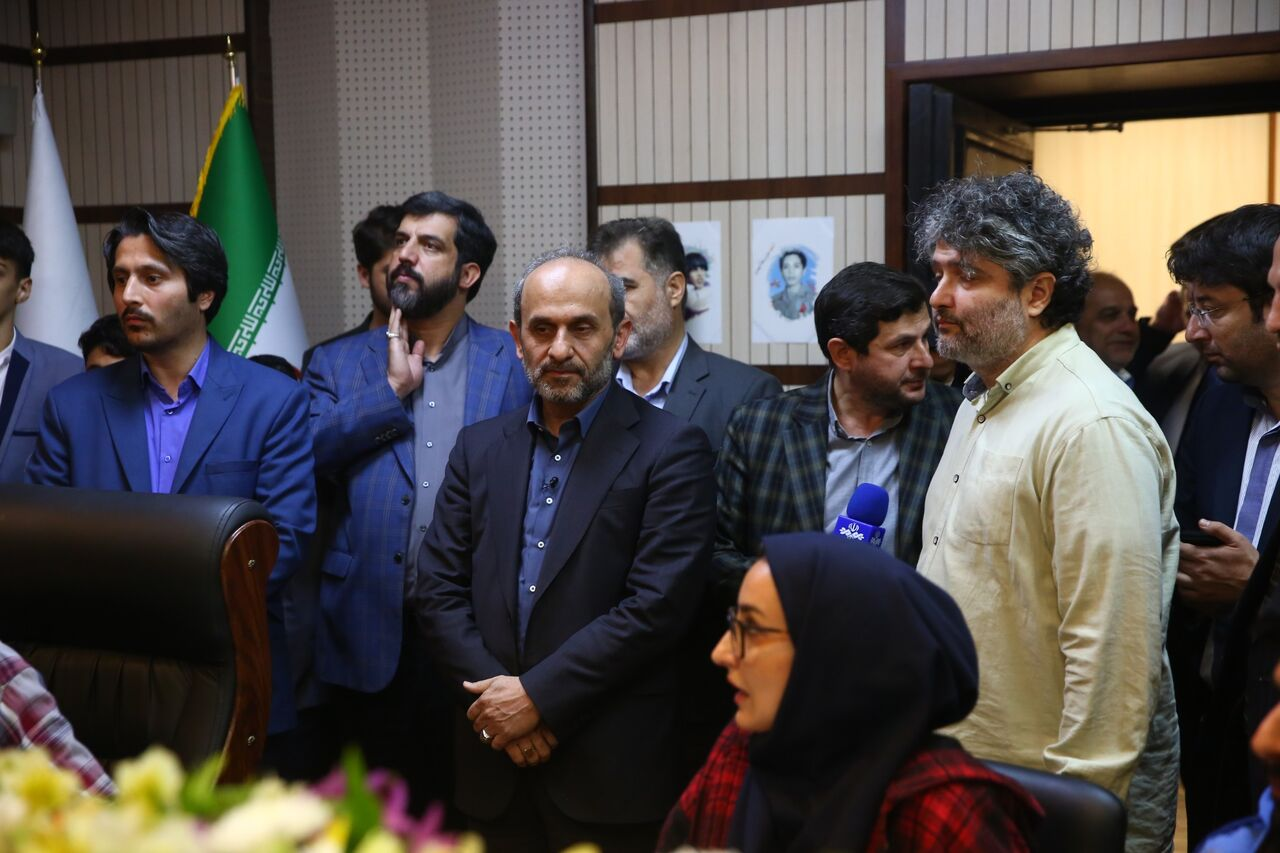
حضور پیمان جبلی درپخش آزمایشی اچ دی شبکه امید

محمدصادق باطنی، مدیر شبکه امید، از برنامه‌های متنوع آینده برای نوجوانان خبر داد و اعلام کرد که شبکه امید در تلاش است تا با تولید محتوای جدید و با کیفیت، نیازهای واقعی نوجوانان را پاسخگو باشد.

## شایعات درباره انحلال شبکه‌های امید و کودک
در پی انتشار شایعاتی مبنی بر احتمال انحلال شبکه‌های امید و کودک، محمدصادق باطنی، مدیر شبکه امید، به این اخبار واکنش نشان داد و تأکید کرد که هیچ تصمیمی برای انحلال یا اقدام علیه این دو شبکه گرفته نشده است. 
پیمان جبلی، رئیس صداوسیما، نیز در این خصوص اظهار داشت که اخبار دقیق را روابط عمومی صداوسیما اعلام می‌کند و به شایعات نباید توجه کرد. او بر اهمیت تحول در محتوا و رویکرد تأکید کرد و گفت که در صورت نیاز به تغییر در ساختار، این تغییرات انجام خواهد شد.
با وجود این اظهارات، برخی منابع خبری به نقل از مدیران صداوسیما به احتمال ادغام شبکه‌های کودک و امید اشاره کردند. محمد سرشار، مدیر سابق شبکه کودک، نیز در واکنش به این شایعات، به تاریخچه شبکه امید و نظرسنجی‌ها اشاره کرد و پیشنهاد تعطیلی این شبکه را مطرح کرد. 
با این حال، باطنی در گفت‌وگویی تأکید کرد که تمامی اخبار مربوط به انحلال شبکه امید و کودک کذب است و هیچ تصمیمی در این زمینه اتخاذ نشده است.